# Der Stierkampf
Der Stierkampf (Originaltitel: 闘牛 Tōgyū) ist eine Erzählung von Yasushi  Inoue.  Sie erschien erstmals 1949.

## Inhalt
Die Erzählung spielt im Osaka der unmittelbaren Nachkriegszeit. Das Lebensgefühl der Menschen ist noch immer von der großen wirtschaftlichen Not, aber auch dem zaghaft wieder aufkommenden Wunsch nach Vergnügungen und Lebensfreude geprägt.
Eine Zeitung möchte zu Werbezwecken einen Stierkampf in einem ehemaligen Baseballstadion organisieren und beauftragt ihren Mitarbeiter Tsugami mit den Vorbereitungen. Dieser lebt noch alleine in der Stadt, da seine Familie in die Präfektur Tottori verschickt worden ist. Er führt in Osaka eine Beziehung mit Sakiko, einer Kriegswitwe. Diese Partnerschaft ist von starken Gefühlsschwankungen der beiden geprägt, die zwischen dem Wunsch nach dem Abbruch der Beziehung und spontan aufkommender Leidenschaft zueinander pendeln.
Während der Vorbereitungsphase des Stierkampfs gibt es immer wieder neue Schwierigkeiten und es ist bis zuletzt unsicher, ob dieser überhaupt Wirklichkeit werden kann.
Als der Stierkampf  stattfindet, sitzen Sakiko und Tsugami nebeneinander auf der Tribüne. Anfangs empfindet Sakiko für Tsugami starke Gefühle. Nach einer Diskussion, ob man  auf einen Stier wetten oder nur Augenzeuge des Spektakels  sein sollte, erlischt Sakikos Leidenschaft.

## Kritik
„Dies ist (nebend "Schwarze Flut") der gesellschaftskritischste Roman Inoues,[...]. In der spannenden Schilderung eines scheiternden Stierkampf-Events porträtiere der Autor die japanische Nachkriegsgesellschaft. Bestimmend sei hier, wie in seinen anderen Werken, das "Grundgefühl von Kälte und Einsamkeit".“

## Preise
Yasushi Inoue wurde 1949 mit dem Akutagawa-Preis für Der Stierkampf ausgezeichnet.

## Ausgaben
Yasushi Inoue: Der Stierkampf. Aus dem Japanischen von Oscar Benl. Suhrkamp, Frankfurt/Main, 1971, ISBN 3-518-37444-3